# 國立臺灣大學生態池
25°00′58″N 121°32′23″E / 25.016067°N 121.539677°E

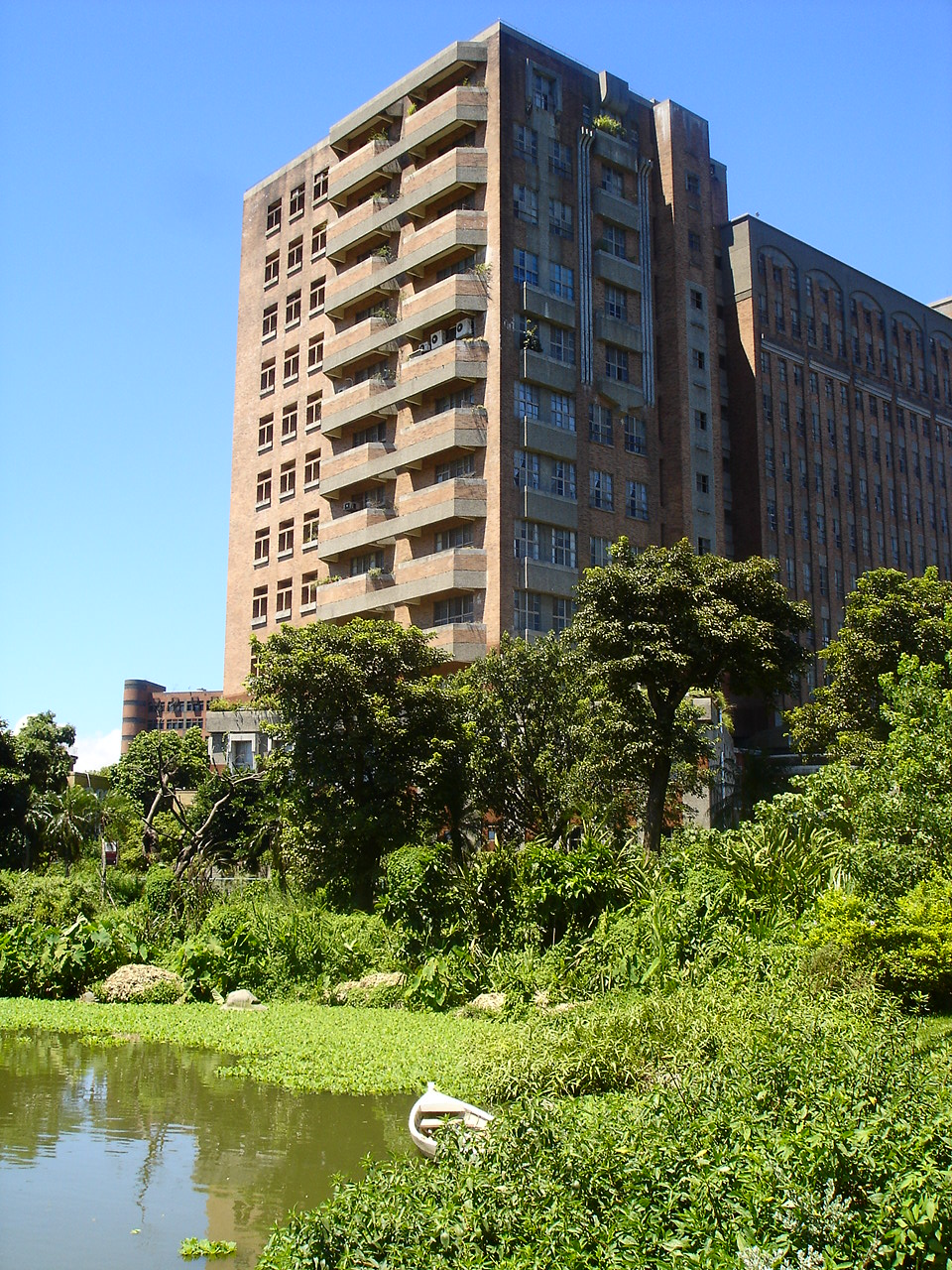
臺大生態池，右方為生科大樓

國立臺灣大學瑠公圳水源池，又稱國立臺灣大學生態池、水生池、水源池，是台灣台北市大安區的一座人工湖，於2003年11月14日啟用，位於台大農場旁。是臺大瑠公圳復原計畫的第一期工程，做為該計畫的水源源頭。建造經費由臺北市瑠公農田水利會提供。

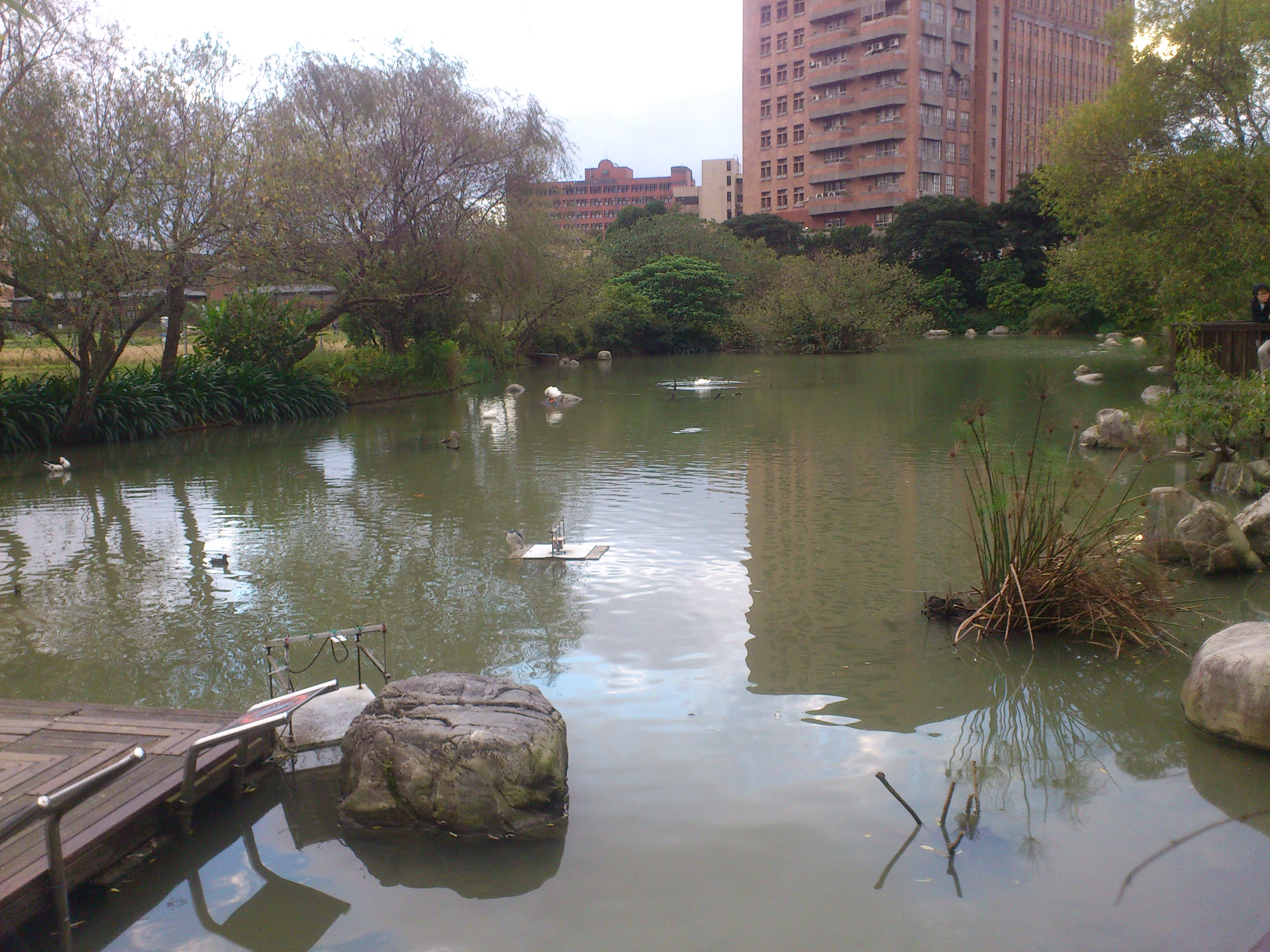
生態池現景

## 瑠公圳復原計畫
瑠公圳復原計畫由台大生物環境系統工程系甘俊二教授、台大土木工程學系林國峰教授及台大生物環境系統工程系張煜權博士提出，對於台大校園內原瑠公圳水路進行親水空間之改造，以增進校園內生活及教學機能，提昇學習環境品質。
瑠公圳復原計畫第一期工程內容包括生態池區、舊圳道區、新設湧泉及水道區、水圳淨化區、瑠公橋、眺望平臺及休憩步道空間等，並栽植七十餘種水生植物於水源池中。
瑠公圳在臺大校總區內是屬於大安支線的一部分，圳路經過校園內的農場、舟山路、小椰林道及醉月湖。

## 環境

### 水源
生態池水源主要來自隔壁的生命科學館。生命科學館位於地下水層較高的地方，在興建時就有大量的湧水。這些湧水原先是排入水溝內，在生態池建造後，則直接排入生態池內。另外的水源來源是臺大農場的地下水井，生態池的位置就是臺大農場三號地下水井的位置。

### 植栽

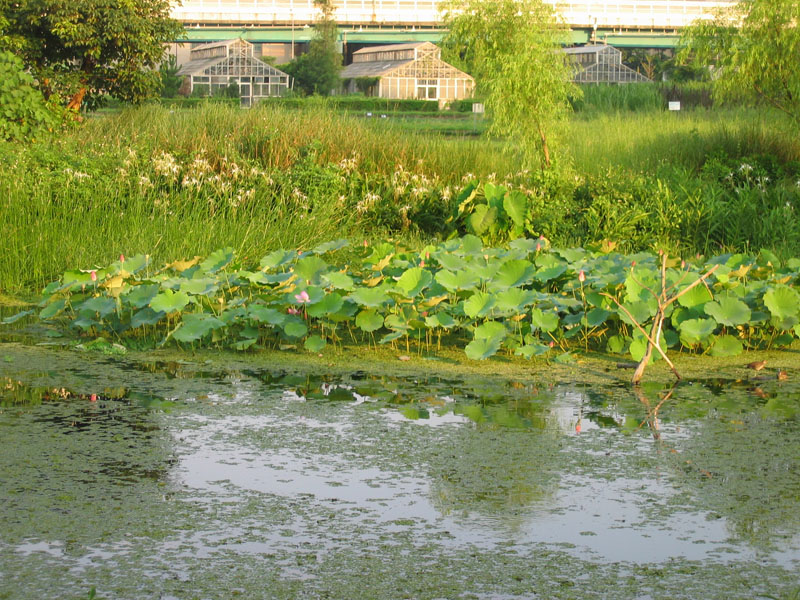
臺大生態池，上方溫室為臺大農場的設備。

植栽的經費是由臺大自籌，且較原先設計短缺一半，植栽的數量與規格都較設計時小。
生態池的植栽以水生、陸生植物分類。水生植物可分為沉水植物、浮水植物及挺水植物。陸生植物依離水遠近而有親水種及園藝種的分法。
- 沉水植物：水蘊草
- 浮水植物：滿江紅、槐葉萍、布袋蓮、水芙蓉
- 挺水植物：紙莎草、風車草、荷花、臺灣萍蓬草、水蠟燭
- 親水植物：水柳、穗花棋盤腳、穗花山奈（野薑花）
- 園藝植物：馬櫻丹、野牡丹、培地茅、蔓花生、緬梔

### 動物
除了為了生態防治及讓池水平穩而由臺大校方放入的動物外，許多民眾會將動物放生進水池內。然而放生行為一般被認為可能破壞生態環境。
- 魚類：吳郭魚、草魚、烏鰡、塘虱、鯉魚、錦鯉、琵琶鼠、泰國鱧
- 鳥類：翠鳥、夜鹭、白腹秧雞、紅冠水雞、蒼鹭、五色鳥、白鷺鷥、鴨子
- 兩棲類：貢德氏赤蛙
- 爬蟲類：巴西龜、斑龜、過山刀

### 其他
生態池位於臺大農場旁，有一些原本就在農場內的生物也進入生態池內，像是福壽螺等。

### 維護
目前生態池是由臺大農場負責維護。由於生態池新建不久，而且該池位置昔日為臺大農場的一部分，農場數年來累積的農藥、肥料等化學物會順著雨水或是原地的土壤裡進入水池內，造成水質優養化的狀況很嚴重。因此臺大農場採用人工干預及生物防治等方法終於將池水穩定住。目前除了定期清除水中生長過於茂盛的水草外，隨時還要注意人為的變化。

## 外部連結
- 臺大校園十二美景——生態池（页面存档备份，存于）